# Cotinus obovatus
Cotinus obovatus là một loài thực vật có hoa trong họ Đào lộn hột. Loài này được Raf. mô tả khoa học đầu tiên năm 1840.

## Hình ảnh

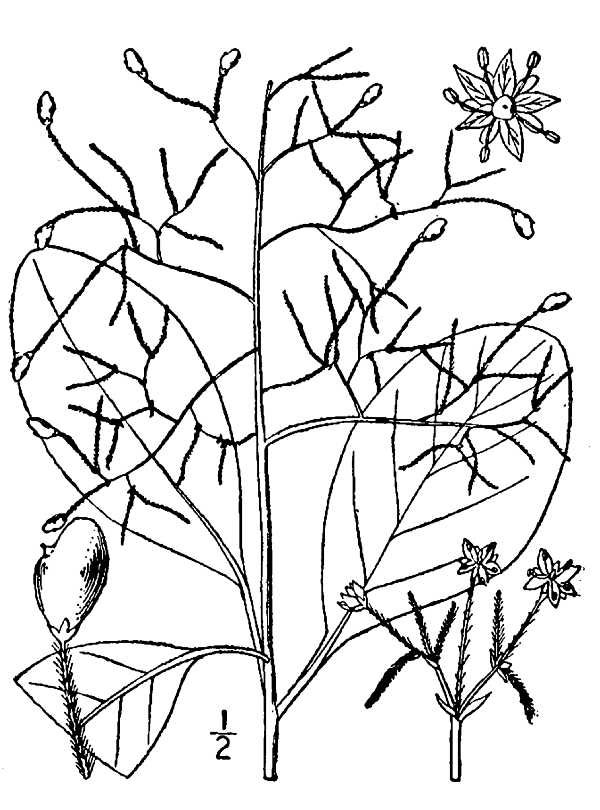
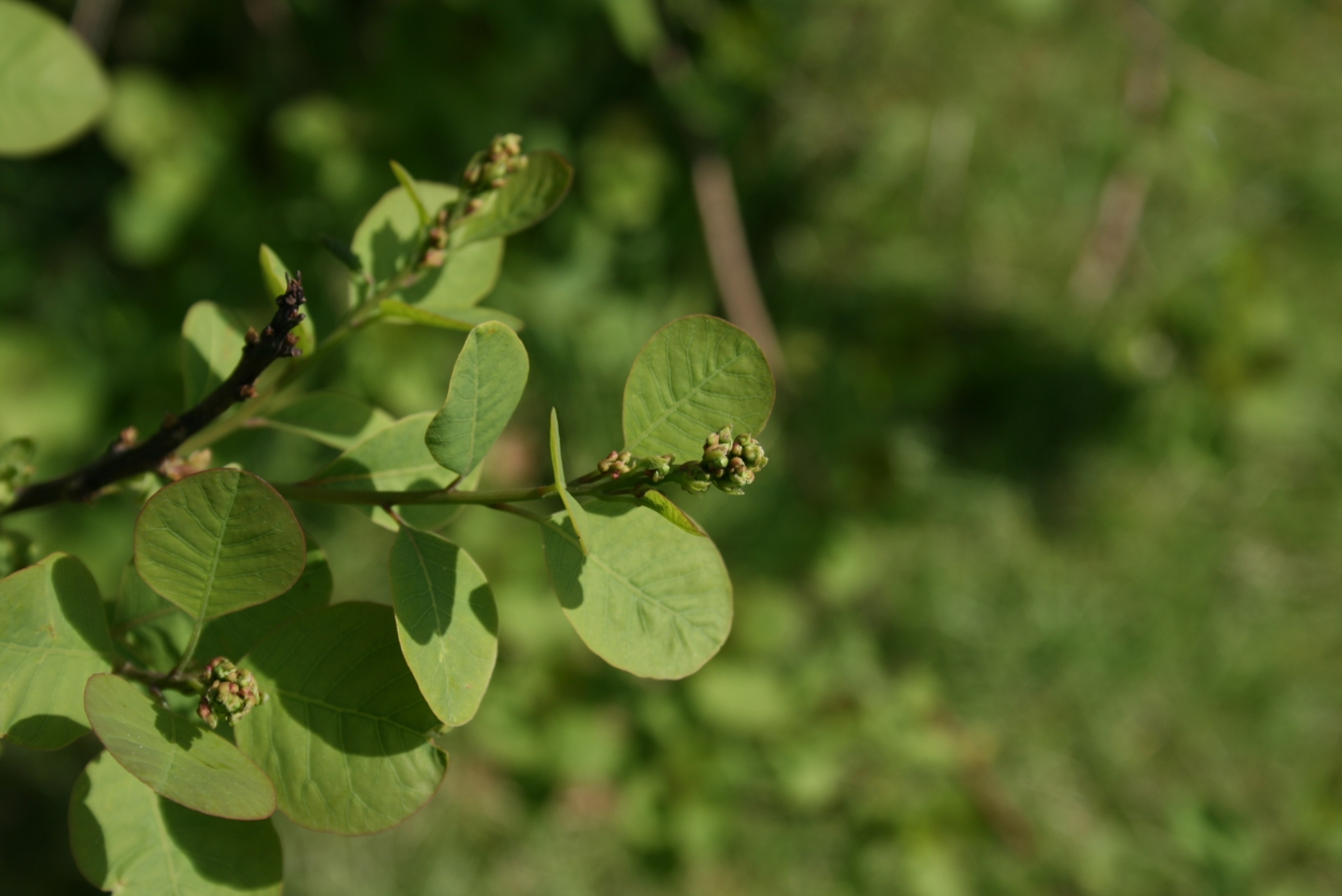